# 知原信良
知原信良（ちはら のぶよし、1955年4月7日 - ）は、日本の財務官僚。国税不服審判所次長などを務めた。

## 来歴
京都府出身。東京大学経済学部経済学科卒業。1978年 大蔵省入省（大臣官房文書課）。1980年5月 大臣官房付（フランスへ留学）。1984年7月 富士税務署長。
1999年10月20日 関東財務局総務部長兼関東財務局金融安定監理官。2000年6月30日 関東財務局総務部長。2001年7月10日 財務省大臣官房付。2004年7月10日 金融庁証券取引等監視委員会事務局総務検査課長。2005年8月15日 金融庁総務企画局参事官（国際担当）。2008年7月14日 外務省大臣官房審議官（中東アフリカ局（中東）担当）。2010年9月21日 国税不服審判所次長。2012年3月31日 大臣官房付、退官。
2013年5月9日 NTTデータ地銀共同センターリスク管理委員会外部有識者。

## 略歴
- 1978年4月：大蔵省入省（大臣官房文書課）[1]。
- 1980年5月：大臣官房付（フランスへ留学）。
- 1982年7月：国際金融局国際機構課。
- 1984年7月：富士税務署長。
- 1985年7月：大臣官房秘書課長補佐（財務官室）[3]。
- 1986年5月：派遣職員（アフリカ開発銀行日本代表理事）。
- 1988年6月：理財局国債課長補佐。
- 1990年7月：主税局税制第一課長補佐。
- 1991年6月：主税局税制第二課長補佐（総括）[4]。
- 1992年7月：主税局税制第一課長補佐。
- 1993年7月2日：大臣官房企画官 兼 関税局総務課。
- 1994年7月8日：近畿財務局理財部長。
- 1995年6月30日：大臣官房文書課広報室長。
- 1996年7月5日：外務省在仏日本大使館参事官。
- 1998年1月19日：大臣官房付。
- 1998年9月1日：大臣官房参事官。
- 1999年7月21日：大臣官房参事官 兼 内閣官房内閣外政審議室内閣審議官。
- 1999年10月20日：関東財務局総務部長 兼 関東財務局金融安定監理官。
- 2000年6月30日：関東財務局総務部長。
- 2001年7月10日：財務省大臣官房付。
- 2004年7月10日：金融庁証券取引等監視委員会事務局総務検査課長。
- 2005年8月15日：金融庁総務企画局参事官（国際担当）。
- 2008年7月4日：大臣官房付。
- 2008年7月14日：外務省大臣官房審議官（中東アフリカ局（中東）担当）。
- 2010年7月30日：大臣官房付。
- 2010年9月21日：国税不服審判所次長。
- 2012年3月31日：大臣官房付、退官。